# Encinas Reales
Encinas Reales település Spanyolországban, Córdoba tartományban. Encinas Reales Benamejí, Lucena, Rute, Cuevas de San Marcos és Cuevas Bajas községekkel határos. Lakosainak száma 2234 fő (2024).

## Népesség
A település népessége az elmúlt években az alábbi módon változott:
| Lakosok száma | 2383 | 2408 | 2425 | 2414 | 2408 | 2375 | 2324 | 2254 | 2256 | 2234 |
|               | 2001 | 2004 | 2006 | 2009 | 2011 | 2014 | 2016 | 2019 | 2021 | 2024 |